# Nhà xuất bản Morgan Kaufmann
Nhà xuất bản Morgan Kaufmann là một nhà xuất bản có trụ sở tại Burlington, Massachusetts (San Francisco, California cho đến năm 2008) chuyên về khoa học máy tính và nội dung kỹ thuật.
Từ năm 1984, Morgan Kaufmann đã xuất bản nội dung về công nghệ thông tin, kiến trúc máy tính, quản lý dữ liệu, mạng máy tính, hệ thống máy tính, tương tác máy tính của con người, đồ họa máy tính, thông tin đa phương tiện và hệ thống, trí tuệ nhân tạo, bảo mật máy tính và kỹ thuật phần mềm. Đối tượng của Morgan Kaufmann bao gồm các cộng đồng nghiên cứu và phát triển, các nhà quản lý công nghệ thông tin (IS/IT) và sinh viên trong các chương trình cấp bằng chuyên nghiệp.
Công ty được thành lập vào năm 1984 bởi nhà xuất bản Michael B. Morgan và William Kaufmann và nhà khoa học máy tính Nils Nilsson. Nó được tổ chức riêng tư cho đến năm 1998, khi nó được Harcourt General mua lại và trở thành một chi nhánh của Nhà xuất bản Học thuật, một công ty con của Harcourt. Harcourt đã được mua lại bởi Reed Elsevier vào năm 2001; Morgan Kaufmann hiện là một chi nhánh của bộ phận Khoa học và Công nghệ của Elsevier.